# هواپیمایی تاتارستان
هواپیمایی تاتارستان (روسی: Авиакомпания «Татарстан»، تاتاری: Татарстан Һава Юллары, Tatarstan Hawa Yulları) یک شرکت هواپیمایی است که در سال ۱۹۹۳ میلادی در شهر قازان، پایتخت تاتارستان واقع در فدراسیون روسیه بنیان‌گذاری شده است. شروع فعالیت این شرکت در سال ۱۹۹۹ میلادی به مقاصد داخلی روسیه (مسکو، سنت پترزبورگ، مخاچ قلعه) برنامه‌ریزی و پروازهای بین‌المللی نیز به مقصد جمهوری آذربایجان (باکو)، تاجیکستان (خجند، دوشنبه)، اسرائیل (تل آویو)، ترکیه (استانبول)، جمهوری چک (پراگ)، ارمنستان (ایروان)، و ازبکستان (تاشکند) بوده است. علاه بر این امروزه به مقاصد یونان، قبرس، مصر، امارات، کرواسی، مجارستان، اسپانیا، اوکراین، بلغارستان و اکثر شهرهای مهم فدراسیون روسیه نیز پروازهایی از سوی شرکت هواپیمایی تاتارستان طرح‌ریزی شده است.
در سال کاری ۱۲–۲۰۱۱، تعداد مقاصد پروازهای خارجی این شرکت به ۴۰ مورد رسید، تعداد مسافرین جابجا شده توسط شرکت هواپیمایی تاتارستان نیز سال ۲۰۰۹ به ۵۷۷٫۰۰۰ نفر، در سال ۲۰۱۰، ۶۰۳٬۰۰۰ نفر و بر اساس برآوردی در سال ۲۰۱۱، تعداد مسافران ۸۲۴٫۰۰۰ نفر می‌باشد.